# دهستان نیارک
دهستان نیارک نام دهستانی در بخش طارم سفلی شهرستان قزوین، استان قزوین در ایران است. براساس سرشماری مرکز آمار ایران در سال ۱۳۸۵، جمعیت آن ۱،۸۷۴ نفر (۵۲۷ خانوار) بوده‌است.